# Embalse de La Aceña
El embalse de La Aceña se localiza en el municipio de Peguerinos (provincia de Ávila, Castilla y León, España). Pertenece a la cuenca hidrográfica del Tajo y represa las aguas del río Aceña.
La presa, de tipo arco-gravedad, fue proyectada por J. L. Nistal y construida en el año 1991. El embalse tiene una superficie de 115 ha y una capacidad de 24 hm³.
A pie de presa se ha construido la ETAP de La Aceña que trata las aguas de este embalse para utilizarlas en el abastecimiento de los pueblos del entorno.
También las aguas del embalse pueden ser derivadas a través de un transvase en túnel al embalse de La Jarosa, desde donde también pueden ser utilizadas para el abastecimiento de agua potable, una vez tratadas en la ETAP existente a pie de dicho embalse.